# Emozioni (Gianni Celeste)
Emozioni è il ventiseiesimo album del cantante siciliano Gianni Celeste, cantato in lingua napoletana, pubblicato nel 1998.

## Tracce
1. Il giorno del fidanzamento
2. Cara
3. Addo stive
4. Na storia overe
5. Cu tte nun c'è bisogno ca me trovo n'amante
6. Muoio
7. Mio caro suocero
8. Odio e amore
9. Occhi
10. Sto sulo